# Goétie
 (décembre 2013).
Si vous disposez d'ouvrages ou d'articles de référence ou si vous connaissez des sites web de qualité traitant du thème abordé ici, merci de compléter l'article en donnant les références utiles à sa vérifiabilité et en les liant à la section « Notes et références ».
 (mars 2016).
Pour les articles homonymes, voir Goetia (homonymie).
La goétie est l’art et la pratique de l’invocation de démons. Cette pratique s'oppose à la théurgie.

## Étymologie
Le terme goétie dérive du latin médiéval goetia, qui dérive lui-même du grec ancien (γοητεία / goēteia, sorcellerie).
«Goétie : art d’invoquer les démons, ils ne font pas de sacrifice comme on pourrait le penser. Il y a deux types de goétie : une défensive et une offensive. Ils n'ont pas le droit de faire de mal aux animaux, ni aux bébés ou aux enfants. Dans la mesure où les démons seraient honnêtes..»[réf. nécessaire].

## Moderne
L’usage moderne en a été popularisé par l’Ars Goetia, une partie du Lemegeton, un grimoire  du XVIIe siècle traduit en anglais par Samuel Mathers et Aleister Crowley en 1904 sous le titre The Goetia: The Lesser Key of Solomon the King.